# Boos (Eifel)
Boos este o comună din landul Renania-Palatinat, Germania. Se află situată în zona munților Eifel. Deoarece există mai multe localități cu acest nume, când este nevoie se precizează astfel: Boos (Eifel).
1. ↑  Alle politisch selbständigen Gemeinden mit ausgewählten Merkmalen am 31.12.2018 (4. Quartal) (în germană), Statistisches Bundesamt[*], arhivat din original la 10 martie 2019, accesat în 10 martie 2019
2. ↑  GeoNames